# لات‌های کثیف فاسد (فیلم)
لات‌های کثیف فاسد (انگلیسی: Dirty Rotten Scoundrels) فیلمی آمریکایی در سبک کمدی و زوج هنری به کارگردانی فرانک اوز است که در سال ۱۹۸۸ منتشر شد. از بازیگران آن می‌توان به مایکل کین، استیو مارتین، گلن هدلی، باربارا هریس، و ایان مک‌دیارمید اشاره کرد.